# Луллая
Луллая — цар Ашшура, який правив у другій половині XVII століття до н. е. Він був нічиїм сином, тобто його родинні зв'язки з попередніми правителями наразі не з'ясовані.